# Žabari
Žabari (ćirilično Жабари) je grad i središte istoimene općina u Republici Srbiji. Nalazi se u Središnjoj Srbiji i pripada Braničevskom okrugu.

## Stanovništvo
Prema popisu stanovništva iz 2002. godine u naselju živi 1.442 stanovnika, od toga 1.174 punoljetnih stanovnika, a prosječna starost stanovništva iznosi 42,4 godina (41,0 kod muškaraca i 43,8 kod žena). U naselju ima 514 domaćinstava, a prosječan broj članova po domaćinstvu je 2,81.
Prema popisu stanovništva iz 1991. godine u naselju je živjelo 1.582 stanovnika.
| Etnički sastav 2002. |            |        |
| Narod                | Stanovnika | %      |
| Srbi                 | 1.388      | 96,25% |
| Crnogorci            | 5          | 0,34%  |
| Rumunji              | 5          | 0,34%  |
| Makedonci            | 5          | 0,34%  |
| Hrvati               | 3          | 0,20%  |
| Nijemci              | 3          | 0,20%  |
| Vlasi                | 1          | 0,06%  |
| Jugoslaveni          | 1          | 0,06%  |
| nepoznato            | 22         | 1,52%  |

| broj stanovnika | 1931  | 2170  | 1984  | 1838  | 1756  | 1582  | 1442  |
|                 | 1948. | 1953. | 1961. | 1971. | 1981. | 1991. | 2002. |

## Vanjske poveznice
- Karte, udaljenosti i vremenska prognoza  Arhivirana inačica izvorne stranice od 7. rujna 2009. (Wayback Machine)
- Satelitska snimka naselja